# Coprochernes quintanarooensis
Espèce
Coprochernes quintanarooensis est une espèce de pseudoscorpions de la famille des Chernetidae.

## Distribution
Cette espèce est endémique du Quintana Roo au Mexique. Elle se rencontre dans le Cenote de Juan Coh à Felipe Carrillo Puerto.

## Étymologie
Son nom d'espèce, composé de quintanaroo et du suffixe latin -ensis, « qui vit dans, qui habite », lui a été donné en référence au lieu de sa découverte, le Quintana Roo.

## Publication originale
- Muchmore, 1991 : Pseudoscorpionida. Diversidad biológica en la Reserva de la Biosfera de Sian Ka'an Quintana Roo, México. Chetumal, p. 155-173.